# 밋턴

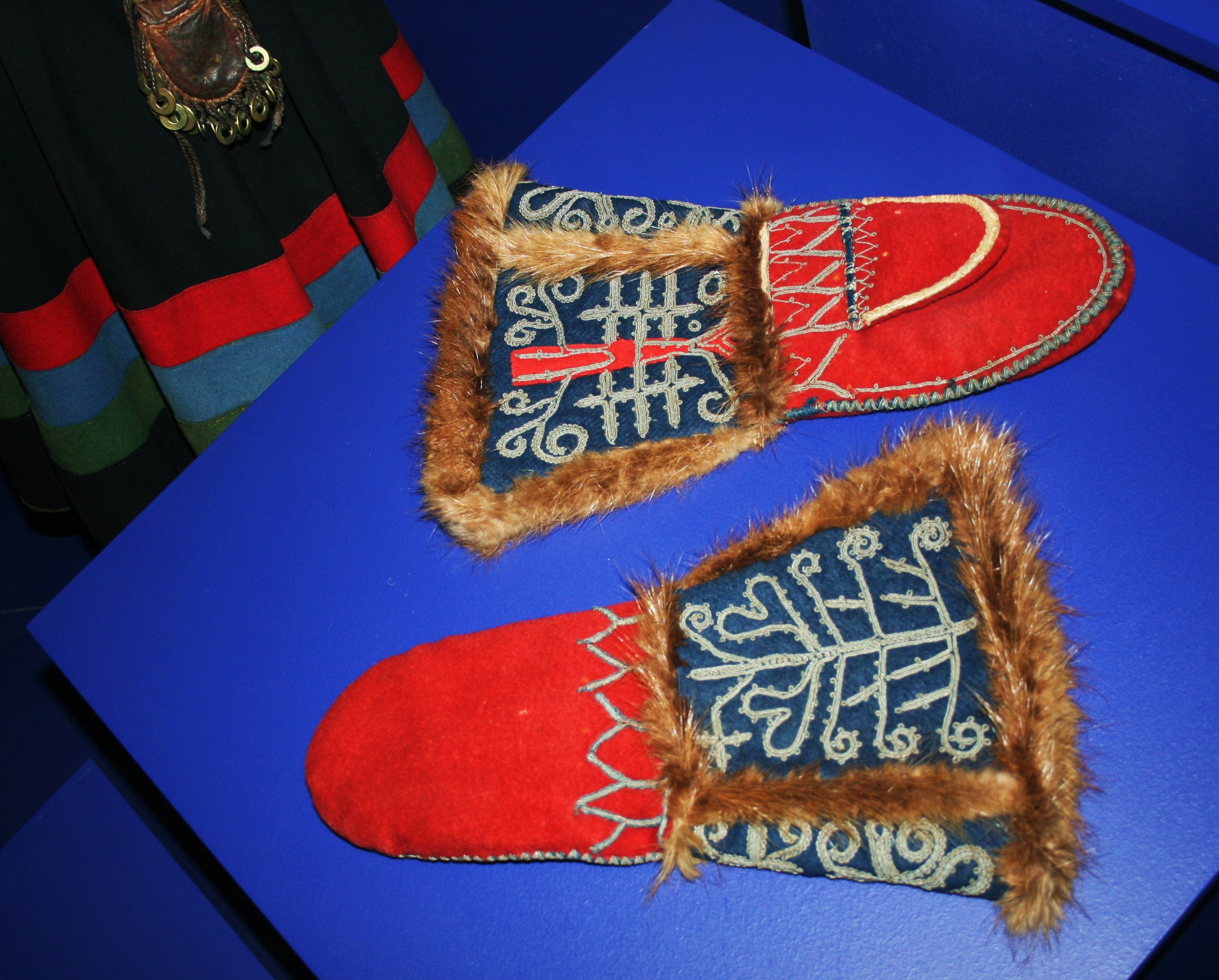

밋턴(영어: Mitten)은 손가락 구멍이 없는 장갑으로, 다섯 손가락이 모두 한 곳에 들어가는 것과, 엄지손가락과 나머지 네 손가락이 다른 두 곳에 들어가는 것이 있다. 주로 겨울에 사용된다.